# 21459 Chrisrussell
21459 Chrisrussell este un asteroid din centura principală de asteroizi.

## Descriere
21459 Chrisrussell este un asteroid din centura principală de asteroizi. A fost descoperit pe 30 aprilie 1998 la Stația Anderson Mesa în cadrul programului LONEOS. Asteroidul prezintă o orbită caracterizată de o semiaxă mare de 2,26 ua, o excentricitate de 0,13 și o înclinație de 7,1° în raport cu ecliptica.